# Landschaftsschutzgebiet Syburg
Das Landschaftsschutzgebiet Syburg mit 198,2 ha Flächengröße liegt um Syburg im Stadtgebiet von Dortmund und im Ardeygebirge. Das Gebiet wurde 2020 mit dem Landschaftsplan Dortmund durch den Stadtrat als Landschaftsschutzgebiet (LSG) ausgewiesen. Vor 2020 gehörten die Flächen zum Landschaftsschutzgebiet Ardey Wälder. Das LSG besteht aus fünf Teilflächen. Auch der zu Dortmund gehörende Teil des Hengsteysees samt Uferstreifen und die Hengsteystraße, welche das Naturschutzgebiet Hohensyburg - Klusenberg teilt, gehört zum LSG. Das LSG umschließt Großteils das Naturschutzgebiet Hohensyburg-Klusenberg und die Bebauung von Syburg. Im Norden grenzen direkt das Naturschutzgebiet Wannebachtal - Buchholz und das Naturschutzgebiet Fürstenbergholz an. Im Westen grenzt direkt Herdecke und im Osten Schwerte an. Im Süden geht das LSG bis an die Stadtgrenze zu Hagen. Auf dem Gebiet der Nachbarstädte schließen direkt Landschaftsschutzgebiete an.

## Beschreibung
Das Schutzgebiet liegt überwiegend westlich und östlich von Syburg. Das LSG erstreckt sich vom Höhenzug des Ardeygebirges bis hinunter ins Ruhrtal. Kernstücke des Landschaftsschutzgebietes sind die beiderseits der Hohensyburgstraße liegenden landwirtschaftlichen Flächen sowie die Waldgebiete südlich von Buchholz und am Asenberg. Im Biotopkataster Nordrhein-Westfalen vom Landesamt für Natur, Umwelt und Verbraucherschutz Nordrhein-Westfalen sind die Wälder des LSG unter den Kennungen BK-4511-0087 (Siepensystem und Syburger Dorfbach bei Syburg) und BK-4511-0086 (Waldgebiet Asenberg) als schutzwürdige Biotope aufgeführt. Die landwirtschaftlich genutzten Flächen im LSG werden überwiegend als Weiden und Wiesen genutzt, dazu kommen kleinere Ackerflächen. Vereinzelt gibt es eine Streubebauung mit Villen und großen Gartenflächen. Im Waldgebiet südlich von Buchholz stehen hauptsächlich Eichen, teils Altholzbestände. Die Eichenbestände sind durchsetzt von Buchen, Fichten und Lärchen. Beim Asenberg stehen hallenartig ausgeprägte Buchenaltholzbestände. In den Buchenalthölzern sind Ilex in der Strauchschicht vertreten. Teile des westlichen und nördlichen Hangs des Asenberges bedecken Nadel-Laubholz-Mischwälder. Es sind auch reine Lärchen-, Kiefern- und Fichtenbestände vorhanden. Im NSG liegen die tief in den Untergrund eingeschnittenen Täler vom Syburger Dorfbach, Petersbach und Westhofener Bach. Die naturnahen Abschnitte dieser drei Bäche sind als geschützte Landschaftsbestandteile bzw. eigenständige Schutzgebiete ausgewiesen worden. Zu diesen drei Bächen laufen zahlreiche kleinere Siepen mit Bachläufen. Die Siepentäler sorgen für eine morphologisch vielfältige Struktur des Schutzgebietes.

## Schutzzweck
Der Landschaftsplan führt zum Schutzzweck aus:
- „zum Erhalt der Leistungsfähigkeit des Naturhaushaltes und der Nutzungsfähigkeit der Naturgüter, insbesondere der Wälder mit ihren Altholzbeständen, des Grünlandes und der Bachsiepen,“
- „wegen der Vielfalt, Eigenart und Schönheit des Landschaftsbildes (hohe strukturelle Vielfalt, Laubwälder und Uferzone des Hengsteysees),“
- „als Puffer zu den Naturschutzgebieten Fürstenbergholz, Wannebachtal-Buchholz und Hohensyburg-Klusenberg,“
- „zum Schutz eines unzerschnittenen verkehrsarmen Raumes (östlicher Teilbereich),“
- „zum Schutz eines ruhigen Gebietes (östlicher Teilbereich),“
- „zum Schutz vor weiterer Streubebauung,“
- „wegen seiner besonderen Bedeutung für die Erholung (Wälder und Ufer des Hengsteysees),“
- „zum Schutz des Klimas.“[1]

## Rechtliche Vorschriften
Im Landschaftsplan ist als eins der Verbote aufgeführt: „Bäume ab einem Stammumfang von 80 cm (gemessen in 1,00 m Höhe über dem Erdboden, bei mehrstämmigen Bäumen gilt die Summe der einzelnen Stämmlinge), Obstbaumwiesen und -reihen, Hecken, Waldränder, Feld- und Ufergehölze zu beseitigen, zu schädigen oder auf andere Weise in ihrem Wachstum zu beeinträchtigen; unberührt bleiben Maßnahmen im Rahmen der ordnungsgemäßen Forstwirtschaft.“

## Gebot
Der Landschaftsplan führt als Gebot für das NSG auf: „Landschaftselemente und -strukturen wie Feuchtbiotope, Kleingewässer, Hecken, Kopfbäume, Baumreihen und ortsbildprägende Einzelbäume sind zu erhalten und im Sinne des Artenschutzes zu pflegen.“